# Anne Montminy
Anne Montminy (n. 28 ianuarie 1975, Montréal, provincia Québec, Canada) este o avocată ce a reprezentat Canada, medaliată olimpică. A participat la 2 ediții ale Jocurilor Olimpice (1996, 2000) în care a câștigat o medalie de argint și o medalie de bronz.